# Massaker von Ciaculli
Beim Massaker von Ciaculli wurden am 30. Juni 1963 sieben Polizisten und Soldaten der Carabinieri und des italienischen Heeres in Ciaculli, einem Vorort von Palermo, durch eine Autobombe getötet. Die Getöteten sollten den Sprengsatz entschärfen, nachdem sie durch einen anonymen Telefonanruf informiert worden waren. Die Bombe war für Salvatore „Ciaschiteddu“ Greco bestimmt, den Vorsitzenden der ersten sizilianischen Mafia-Kommission und das Oberhaupt der einflussreichen Mafia-Familie von Ciaculli. Als mutmaßlicher Auftraggeber des Anschlags wurde der Mafiaboss Pietro Torretta ausgemacht.
Das Massaker war der Höhepunkt eines blutigen Mafiakrieges zwischen rivalisierenden Familien in Palermo in den 1960er Jahren, der als erster großer Mafiakrieg bekannt wurde. In diesem ging es um die Kontrolle der neuen Geschäftsmöglichkeiten, die mit der starken Urbanisierung und dem Heroinhandel nach Nordamerika entstanden. Die Zügellosigkeit, mit welcher der Konflikt ausgetragen wurde, erreichte nie da gewesene Ausmaße, die von 1961 bis 1963 68 Menschenleben forderten. 

## Vorgeschichte
In den 1950ern hatte die Cosa Nostra ein steigendes Interesse an öffentlichen Bauvorhaben, Landspekulationen, dem Transportgewerbe und dem Großverkauf von Früchten, Gemüse, Fleisch und Fisch auf den Märkten von Palermo, einer damals prosperierenden Stadt, deren Einwohnerzahl allein zwischen 1951 und 1961 um 100.000 zunahm.
Zu dieser Zeit entstanden Verbindungen zwischen Mafiosi und einer neuen Generation von Politikern der Democrazia Cristiana, wie beispielsweise Salvo Lima und Vito Ciancimino. Lima hatte Verbindungen zu Angelo La Barbera, Tommaso Buscetta und dem großen Bauunternehmer Francesco Vassallo.
Der Zeitraum von 1958 bis 1964, als Lima Bürgermeister von Palermo und Ciancimino Assessor für öffentliche Arbeiten war, wurde später als „Sacco di Palermo“ (Plünderung von Palermo) bezeichnet (in Anspielung auf den historischen Sacco di Roma). In fünf Jahren wurden 4.000 Baulizenzen vergeben, mehr als die Hälfte davon an drei Ruheständler, die über keinerlei Verbindungen zum Baugewerbe verfügten. Der Bauboom führte zur Zerstörung des städtischen Grüngürtels. Auch wurden markante Villen durch Mietwohnhäuser ersetzt.

## Erster Mafiakrieg
Der erste große Mafiakrieg brach im Dezember 1962 aus, nach dem Verlust einer Schiffslieferung Heroin und der Ermordung von Calcedonio Di Pisa, einem Verbündeten der Greco-Familie. Die Grecos machten die Brüder Angelo und Salvatore La Barbera für den Angriff verantwortlich.
Durch das Massaker wurde aus dem internen Konflikt ein Krieg gegen die Mafia. Es führte zur ersten konzentrierten Anti-Mafia-Aktion der italienischen Nachkriegsgeschichte. In einem Zeitraum von zehn Wochen wurden 1.200 Mafiosi verhaftet, von denen viele für fünf bis sechs Jahre aus dem Verkehr gezogen wurden. Die Mafiakommission wurde zerschlagen und die Mafiosi, die einer Verhaftung entgingen, flohen in die Vereinigten Staaten, nach Kanada, Argentinien, Brasilien und Venezuela. Der Vorsitzende Salvatore Greco floh in die venezolanische Hauptstadt Caracas, wo er später – weiterhin in der Cosa Nostra aktiv – auch starb.
Aufgrund des Massakers wurde im Dezember 1962 durch das Italienische Parlament ein Gesetz verabschiedet, das eine Anti-Mafia-Kommission ins Leben rief. Die Kommission trat zum ersten Mal am 6. Juli 1963 zusammen, der Abschlussbericht wurde 1976 veröffentlicht.

## Verantwortliche für das Massaker
Laut Aussagen des Pentito Tommaso Buscetta war Michele Cavataio, der Boss des Acquasanta-Viertels von Palermo, verantwortlich für den Anschlag. Cavataio hatte in den 1950er Jahren einen Krieg gegen die Grecos verloren und dabei die Kontrolle über einen wichtigen Großmarkt eingebüßt. Er ermordete Di Pisa im Wissen, dass die La Barberas verantwortlich gemacht werden würden und ein Krieg die Folge wäre. Er heizte den Krieg durch weitere Bombenanschläge und Morde weiter an.
Cavataio wurde durch mehrere andere Mafia-Familien gestützt, welche sich nicht mit der wachsenden Macht der Kommission abfinden wollten, die zu Lasten der einzelnen Familien ging. Er wurde am 10. Dezember 1969 im Viale Lazio in Palermo durch ein Kommando der Mafia ermordet, als Vergeltung für seine Taten 1963. Zum Kommando gehörten unter anderem Bernardo Provenzano, Calogero Bagarella (ein Bruder von Leoluca Bagarella, dem Schwager von Totò Riina), Emanuele D’Agostino aus Stefano Bontades Santa-Maria-di-Gesù-Familie, Gaetano Grado und Damiano Caruso, ein Soldat von Giuseppe Di Cristina, dem Mafiaboss von Riesi. Der Anschlag wurde als Massaker von Viale Lazio bekannt.
Mehrere Bosse hatten sich zur Ermordung von Cavataio entschlossen, angestiftet durch Salvatore Greco. Die Zusammensetzung des Mordkommandos sollte, laut Buscetta, verdeutlichen, dass alle großen Familien hinter dem Anschlag standen und es nicht das Werk einer einzelnen Familie war. Das Blutbad in Viale Lazio markierte das Ende der „pax mafiosa“, welche seit dem Massaker von Ciaculli bestand gehabt hatte.

## Opfer des Massakers
Die sieben Todesopfer des Massakers waren Mario Malausa, Silvio Corrao, Calogero Vaccaro, Eugenio Altomare und Mario Farbelli von den Carabinieri sowie Pasquale Nuccio und Giorgio Ciacci, beide Soldaten des italienischen Heeres.